# Johann Wilhelm Simler
Johann Wilhelm Simler (* 29. August 1605 in Zürich; † 14. März 1672 ebenda) war ein Schweizer Dichter der Barockzeit.

## Leben
Simler entstammt einer Zürcher Akademikerfamilie. Er studierte Theologie in Zürich und promovierte 1627 in Genf. Nach einigen Bildungsreisen ins Ausland erhielt er sein erstes Pastorat in Uetikon, ging später nach Herrliberg, wo er 1631 heiratete. Der Predigerberuf sagte ihm jedoch nicht zu, so dass man ihm eine kirchliche Inspektorenstelle zuwies, die er zeitlebens innehatte. Nach einem relativ ereignislosen Leben im Familienkreis starb er in seiner Heimatstadt.
Als erster Schweizer Dichter adoptierte Simler die neuen Regeln von Martin Opitz und steht damit zugleich am Anfang der hochdeutschen Dichtung in seinem Heimatland.

## Werke
- Teutsche Gedichte.  Zürich 1648  (laufend erweiterte Ausgaben: 1653, 1663, und die vollständigste 1688)